# Habballi, Shahpur
Habballi là một làng thuộc tehsil Shahpur, huyện Gulbarga, bang Karnataka, Ấn Độ.